# José María Bardavío
José María Bardavío Gracia, nacido el 7 de junio de 1939 en Zaragoza (España). Es profesor doctor universitario retirado y ensayista. Fue profesor titular de filología inglesa en la Universidad de Zaragoza hasta 2009. Ha sido becario del Consejo de Europa en Burg Lievenzell; del American Council of Learned Societies en Yale University; del Comité Conjunto Hispano-Norteamericano en la University of the Pacific (California); Lector en Strathclyde University (Glasgow); Associate Professor en Columbia University; Dintinguished Visiting Professor en la University of Missouri (Kansas City); y profesor contratado en la Universidad de Hawái (Campus de Hilo).

## Obra
Es colaborador ocasional de El Periódico de Aragón. Ha publicado, entre otros, los siguientes libros:
- La novela de aventuras. Madrid, Sociedad General Española de Librería
- La versatilidad del signo. Madrid, Alberto Corazón Editor
- Fantasías uterinas en la literatura norteamericana. Universidad de Zaragoza (Premio «Ámbito literario»)
- California empieza en Aragón (Premio del CSIC), publicado en la Biblioteca Virtual Miguel de Cervantes.Leer aquí.
- El espejo en llamas. Madrid, Ediplús
- Prácticas de cine y psicoanálisis. Zaragoza, Librería General.

- Datos: Q5942635